# Carnavalsmonument ('s-Hertogenbosch)
Carnaval is een beeld aan de Stationsweg in 's-Hertogenbosch dat in 1952 werd vervaardigd door beeldhouwer Jo Uiterwaal.

## Geschiedenis
Oorspronkelijk waren ter weerszijden van de stationsklok aan de voorgevel van het 'derde treinstation van 's-Hertogenbosch' twee grote gevelbeelden aangebracht, waarvan dit er één was. Het beeld aan de linkerzijde verbeeldde Mercurius met Pegasus. Dit beeld werd verplaatst naar de binnentuin van Koning Willem I College aan de Vlijmenseweg. Het andere beeld stelde Carnaval voor, een mannenfiguur met in de linkerhand een masker en aan zijn voeten een wapensteen met het stadswapen van 's-Hertogenbosch. Dit beeld werd in 1996, bij de bouw van het vierde station van 's-Hertogenbosch, verhuisd naar het aangrenzende busstation. In 2013 werd het naar de Stationsweg verplaatst. In 2015 werd de gedenkplaat op het voetstuk van het beeld ontvreemd.

## Referentie
1. ↑  Den Bosch' nieuwe station een mislukt bouwwerk, Het Parool, 23 augustus 1952
2. ↑  Twee gevelbeelden, Bossche Encyclopedie. Gearchiveerd op 23 november 2021.
3. ↑  Gedenkplaat van beeld 'Carnaval' Stationsweg ontvreemd, Bastion Oranje, 3 augustus 2015. Gearchiveerd op 11 juni 2023.